# 図鑑 (アルバム)
『図鑑』（ずかん）は、くるりの2枚目のオリジナルアルバム。2000年1月21日にSPEEDSTAR RECORDSから発売。

## 概要
ジム・オルークを共同プロデューサーとして迎え制作された。「マーチ」や「青い空」などの激しいギターロックが多いのが特徴だが、「ピアノガール」や「屏風浦」などのように穏やかな雰囲気の曲もある。
CDの帯などに記載されたキャッチコピーは「ほんとにすごいぞ、くるり」。
「青い空」、「街」が先行シングル曲としてリリースされている。
このアルバムには、モノラル録音を行った曲が存在する（STEREO/MONOの表記）。
サポートドラマーとしてあらきゆうこ、根岸孝旨などが参加している。

### 背景
「ROCKIN'ON JAPAN」誌上において、ボーカルの岸田繁はこのアルバムを制作していた時期について「バンドもすごい仲の悪かった時期で…」と振り返っている。この仲の悪かった理由について岸田は、仕切り屋である自分と、ベースの佐藤征史、ドラムの森信行が楽曲を完成させてく過程で生まれたものであったと語っている。特にくるりとしてさらに出来ることの幅を広げたい岸田が、のほほんとした森に対して感じたもどかしさからきたようである。岸田はこの時期の自身を「まぁ俺がギスギスしてたっていうのもあるし…。」、「怖かったなあ、あん時。ちょっとおかしくなってた」などとも述べている。

## 収録曲
| 全作詞: 岸田繁（特記以外）。 |                                            |                     |                   |      |
| #                            | タイトル                                   | 作詞                | 作曲              | 時間 |
| 1.                           | 「イントロ」                               | 岸田繁 （特記以外） | 岸田繁            | 1:15 |
| 2.                           | 「マーチ」                                 | 岸田繁 （特記以外） | 岸田繁            | 3:19 |
| 3.                           | 「青い空 ＜アルバムMIX＞」                 | 岸田繁 （特記以外） | 岸田繁            | 4:17 |
| 4.                           | 「ミレニアム」                             | 岸田繁 （特記以外） | 岸田繁            | 3:01 |
| 5.                           | 「惑星づくり」                             | 岸田繁 （特記以外） | くるり            | 5:23 |
| 6.                           | 「窓」                                     | 岸田繁 （特記以外） | 岸田繁            | 4:57 |
| 7.                           | 「チアノーゼ」                             | 岸田繁 （特記以外） | 岸田繁            | 2:54 |
| 8.                           | 「ピアノガール」                           | 岸田繁 （特記以外） | 岸田繁            | 2:47 |
| 9.                           | 「ABULA」                                  | 岸田繁 （特記以外） | 岸田繁            | 1:34 |
| 10.                          | 「屏風浦」                                 | 岸田繁 （特記以外） | 岸田繁            | 3:03 |
| 11.                          | 「街」                                     | 岸田繁 （特記以外） | 岸田繁            | 4:12 |
| 12.                          | 「ロシアのルーレット」                     | 岸田繁 （特記以外） | 岸田繁            | 4:43 |
| 13.                          | 「ホームラン」(作詞: 佐藤征史)             | 岸田繁 （特記以外） | 佐藤征史          | 2:57 |
| 14.                          | 「ガロン ＜ガロ～ンMIX＞」(編曲: 中村弘二) | 岸田繁 （特記以外） | 岸田繁 / 佐藤征史 | 9:31 |
| 15.                          | 「宿はなし」                               | 岸田繁 （特記以外） | 岸田繁            | 3:25 |
| 合計時間:                    | 合計時間:                                  | 合計時間:           | 57:18             |      |

### 曲解説
1. イントロ
シングル曲「虹」のイントロをサンプリングしている。
2. マーチ
当時、岸田がネオソフトのCMソングを録音したスタジオでそのままレコーディングを行っている。
3. 青い空 ＜アルバムMIX＞
3rdシングルのアルバムミックス。全体的にエフェクトが抑えられて、クリアでライブ感のある強拍になっている。Cメロ後の間奏でベースが入るタイミングが早まっている。
4. ミレニアム
5. 惑星づくり
インストゥルメンタル。
6. 窓
7. チアノーゼ
インディーズの頃から存在した曲。
8. ピアノガール
岸田によるピアノ弾き語り。
9. ABULA
インストゥルメンタル。
10. 屏風浦
11. 街
4thシングル。
12. ロシアのルーレット
13. ホームラン
ベースの佐藤が作詞と作曲の両方を担当している数少ない曲。
14. ガロン ＜ガロ～ンMIX＞
3rdシングルのカップリング。SUPERCAR(当時)に在籍した中村弘二（現LAMA）によるリミックス。
15. 宿はなし
主催イベント「京都音楽博覧会」でよく演奏される楽曲。

## 演奏
- 岸田繁：Vocals, Guitars, Drums, Piano, Keyboards, Sampler, Effects & Operatic Harmonic Voices
- 佐藤征史：Electric Bass, Upright Bass, Marimba, Cello, Effects & Operatic Harmonic Voices
- 森信行：Drums, Percussions & Operatic Harmonic Voices
- あらきゆうこ (smorgas)：Drums & Percussions (#7.12.15)
- 根岸孝旨 (Dr.StrangeLove)：Drums (#11)
- 須藤俊明 (GOMES THE HITMAN)：Drums (#5)
- 奥野真哉 (ソウル・フラワー・ユニオン)：Accordion (#15)
- こんちゃん (ex-Olive Crown)：うた (#15)
- TARO
  - 蛙 (#4)
  - Operatic Harmonic Voices (#13)
- DJ-f & Hira：Operatic Harmonic Voices (#13)